# Bodan-Fähre
Die Bodan-Fähre war eine militärische Schiffsklasse der Bundeswehr.

## Geschichte

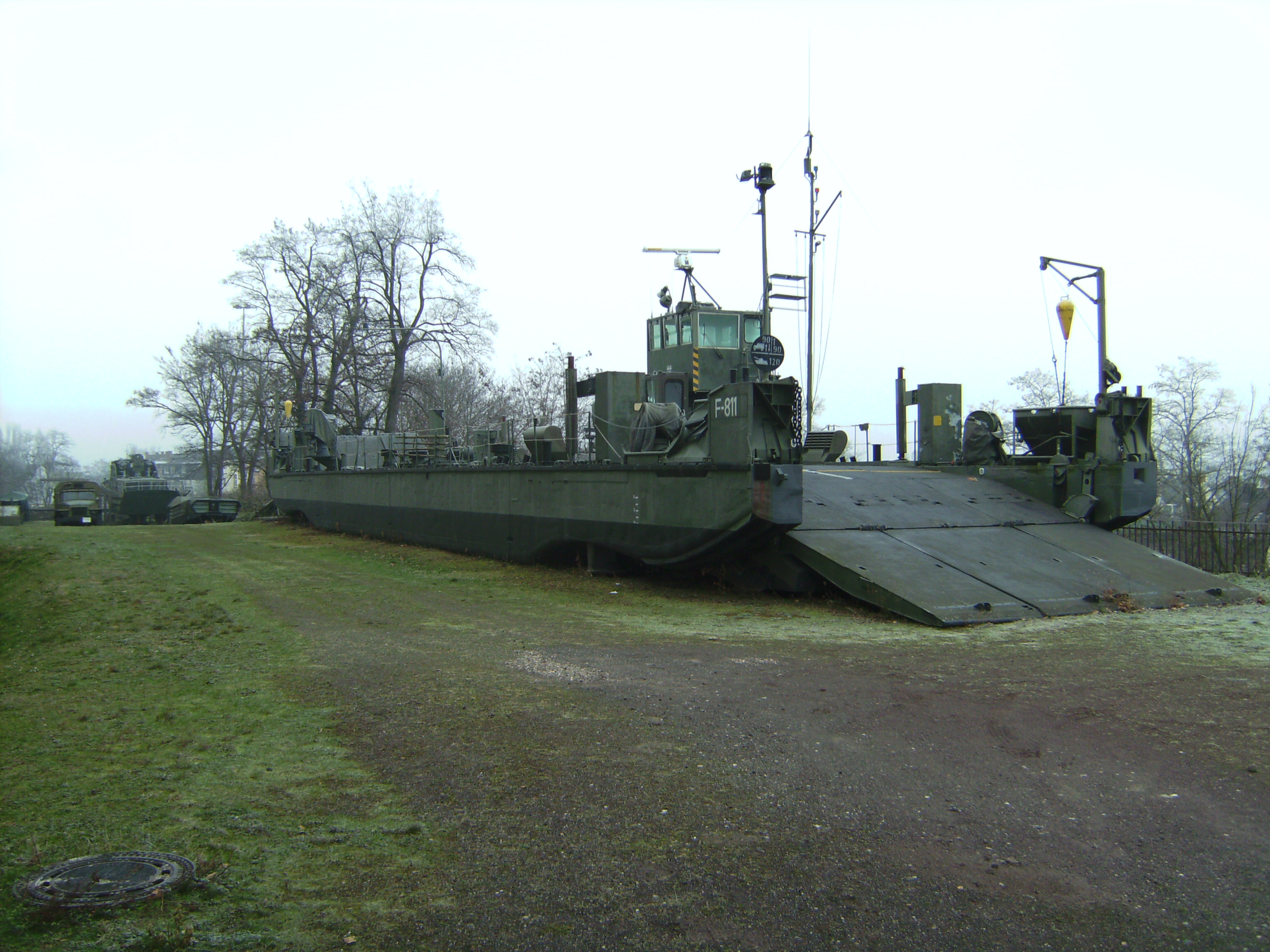
Bodan-Fähre mit abgesenkter Rampe

Die Bodan-Fähren waren von der Bodan-Werft in Kressbronn am Bodensee entwickelte und gebaute Pionierfähren der Bundeswehr. Ihre Einsatzzeit war von 1962 bis 2001. Jede der hauptsächlich auf dem Rhein eingesetzten Fähren konnte in 12 Pontons  zerlegt und mit zwölf Schwerlasttransportern und vier Lastzügen mit Anhänger (7 Tonnen zulässiges Gesamtgewicht) oder mehreren zu einem Ganzzug zusammengekoppelten Eisenbahn-Flachwagen transportiert werden, so dass eine schnelle Verlegung an Weser bzw. Elbe möglich war. Bei Übungen wurden die Fähren auch als Schwimmbrücken eingesetzt. So wurde 1967 der Ehrentaler Rheinarm mit aneinandergekoppelten Fähren überbrückt. 1993 sorgte ein Fährenverbund in Mondorf während einer Sanierung der Rheinbrücke für Ausweichverkehrsmöglichkeiten.
Eine Bodan-Fähre stand bis 2015 in der Wehrtechnischen Studiensammlung Koblenz als Exponat, musste aufgrund baustatischer Anforderungen der Südterrasse der Langemarck-Kaserne in Koblenz und aus Platzmangel veräußert werden. Die Firma Schraven-Trading in den Niederlanden kaufte größere Posten ausgesonderter Bodan-Fähren von der Bundeswehr auf. Auf den Präsentationsbildern der Firma ist die Fähre auch im zerlegten, eisenbahntransportfähigen Zustand abgebildet.

## Technisches Konzept
Die Bodanfähre war eine aus Baukomponenten verschiedenartig konfigurierbare Fähre, die modulartig in mehreren Größen aufgebaut und betrieben werden konnte.

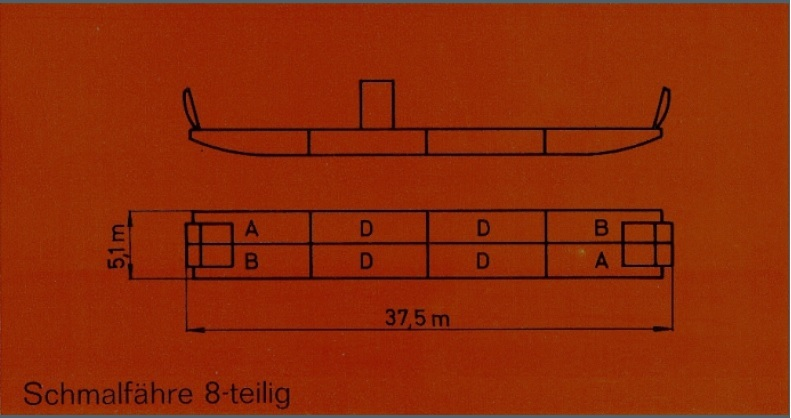
Grundaufbau
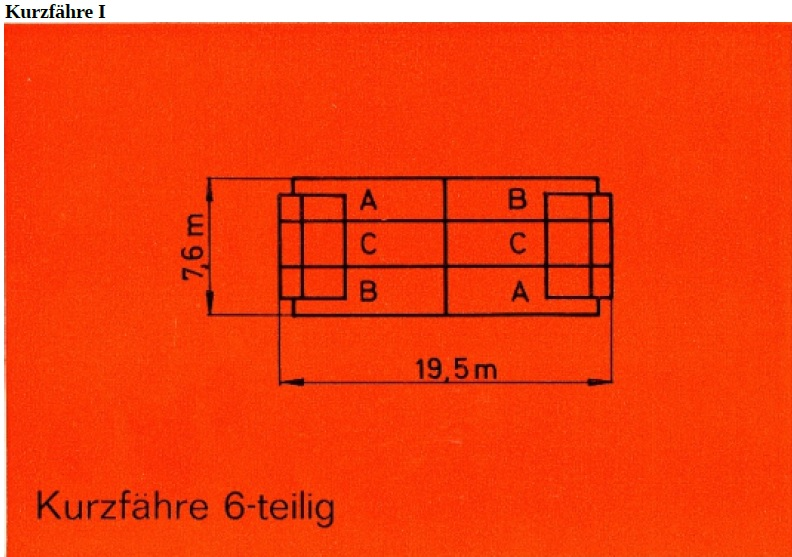
Kurzfähre 6-teilig
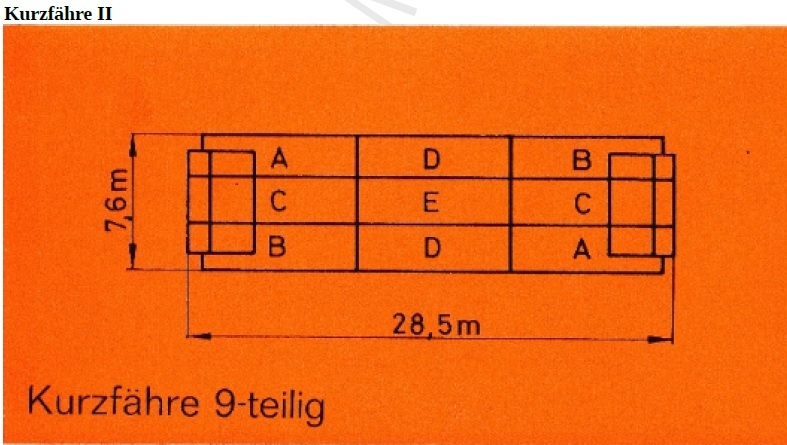
Kurzfähre 9-teilig
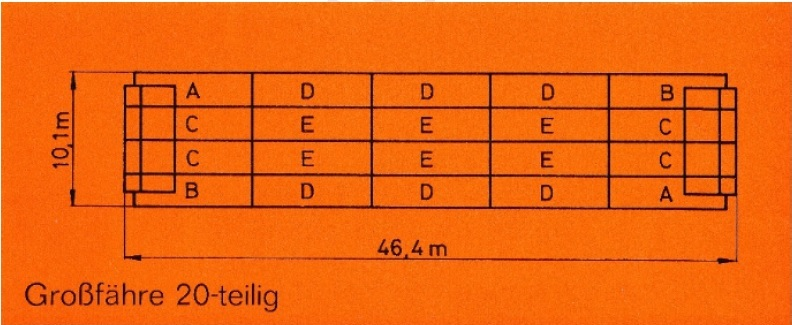
Großfähre 20-teilig
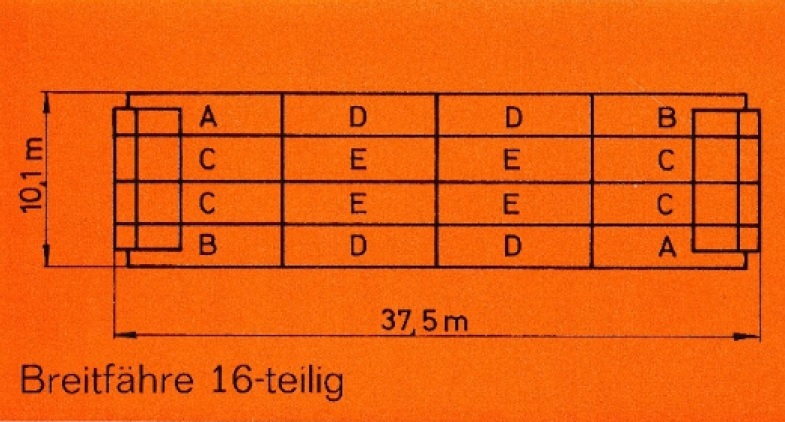
Breitfähre 16-teilig